# Lupinus chamissonis
Lupinus chamissonis là một loài thực vật có hoa trong họ Đậu. Loài này được Eschsch. miêu tả khoa học đầu tiên.

## Hình ảnh

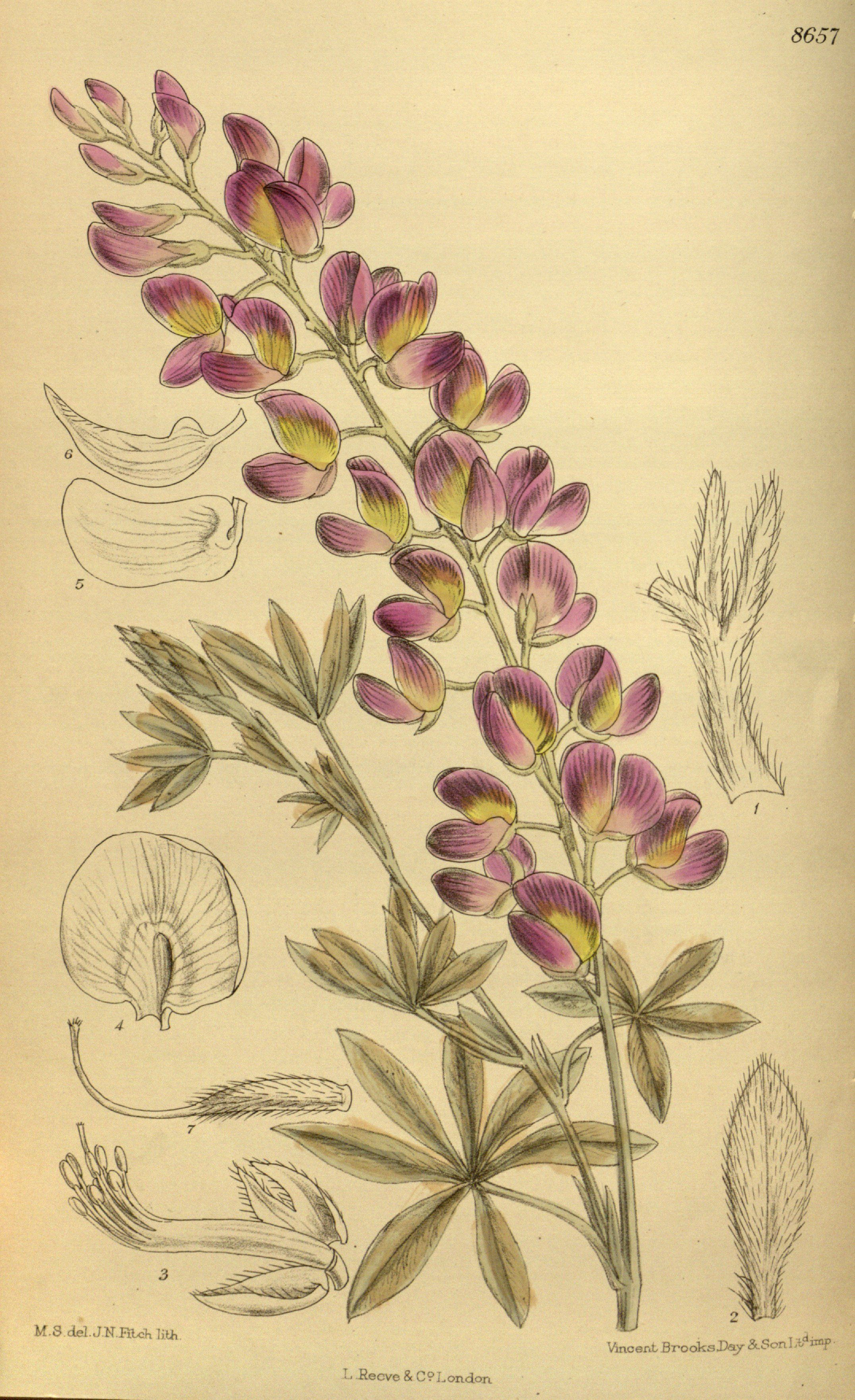